# コスミン・ブルノイ
コスミン・マリアン・ブルノイ（Cosmin Marian Bîrnoi 、1997年9月17日 - ）は、ルーマニア・フネドアラ出身のプロサッカー選手。ファルル・コンスタンツァ所属。ポジションは、ミッドフィールダー。